# BV-5101
La BV-5101 és una carretera actualment gestionada per la Generalitat de Catalunya. La B correspon a la demarcació de Barcelona, i la V al seu antic caràcter de veïnal. Discorre íntegrament pel terme municipal de Dosrius, a la comarca del Maresme. Enllaça Dosrius amb el poble de Canyamars en un recorregut de 5,1 quilòmetres.